# Pestyere
Pestyere románul: Peștera, falu Romániában, Erdélyben, Hunyad megyében.

## Fekvése
Brádtól délkeletre, az Erdélyi-érchegység alatt fekvő település.

## Története
A trianoni békeszerződés előtt Hunyad vármegye Brádi járásához tartozptt.

## Népessége
| 2011 | 112 |
| 2021 | 75  |

1910-ben 585 lakosa volt, melyből 584 görög keleti ortodox román volt.